# Inga Hellman-Lindahl

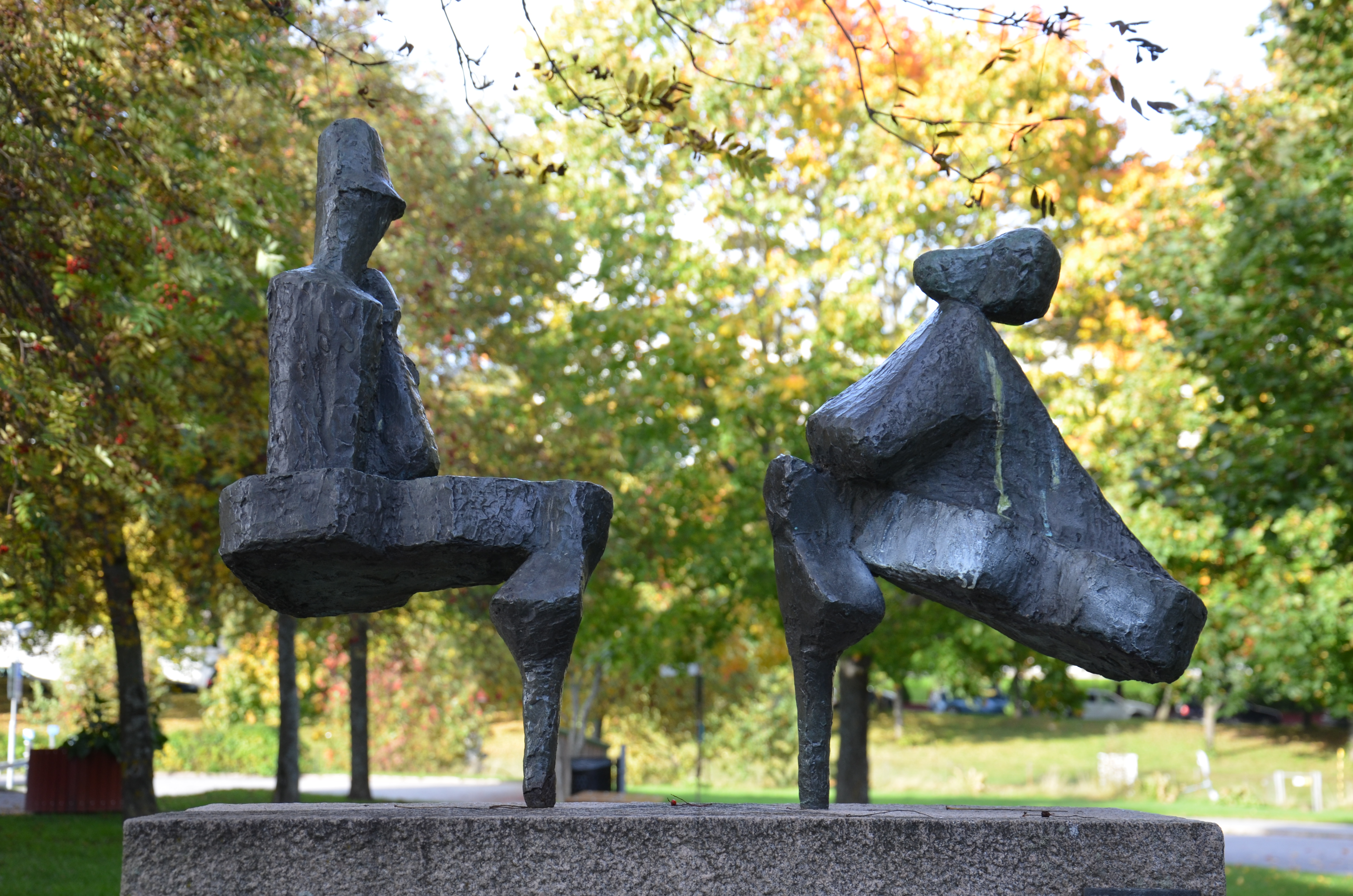
Hellman-Lindahls Snack i Skärholmen.

Inga Margareta Hellman-Lindahl, även kallad Margareta Berglin och Inga Hellman, född 11 juni 1920 i Solna, död 18 februari 2015 i Stiby församling, Simrishamns kommun, var en svensk skulptör.
Hon var utbildad på Tekniska skolan 1938–1939, Konstakademien 1942–1947 för Eric Grate och Lena Börjesons skulpturskola samt studerade keramik för Wilhelm Kåge på Gustavsbergs Fabriker 1943. Hon deltog 1949 med det prisbelönade förslaget Livet segrar i en tävlan om ett nytt monument för Minneslunden vid Skogskapellet i Falun. Hennes konst består av figurplastik och porträtthuvuden. Hon hade offentliga uppdrag i Eskilstuna, Flen, Navestad, Norrköping och Stockholm. Hon var representerad på Moderna museet, Nationalmuseum. Hellman-Lindahl var känd för mänskliga och medryckande studier av modern ungdom.
Inga Hellman-Lindahl var bosatt i Gärsnäs på Österlen. Hon var från 1944 gift med skulptören Carl-Emil Berglin. Hon har även varit gift med nu avlidne Karl-Gunnar Lindahl.

## Offentliga verk i urval
- Clownerna, brons, 1987, Ängbyplan, Stockholm[7]
- Snack, brons, 1968, Skärholmen, Stockholm[8]
- Tonårsflicka, brons, Centralplan i Flen